# Список потерь Ми-8 и его модификаций (1982 год)
Список потерянных Ми-8 всех модификаций (включая Ми-9, -14, -17, -18, -19, -171 и -172) составлен по данным из открытых источников и учитывает только авиационные происшествия или воздействие внешних сил, приведшие к утрате вертолёта или его списанию вследствие полученных повреждений.
Список не полный и не окончательный.

## Список аварий и катастроф
Зелёным цветом выделены потери при применении в вооружённых конфликтах, в том числе в контртеррористических операциях.
| № п/п | Дата     | Модификация / Бортовой номер | Место                                                       | Жертвы / На борту | Краткое описание |
| ----- | -------- | ---------------------------- | ----------------------------------------------------------- | ----------------- | --- |
| 1     | 10 янв.  | Ми-8Т н.д.                   | 60 км юго-восточнее Кандагара                               | 4/н.д.            | Вертолёт 280-го овп. Сбит при выполнении задания по разведке дорог перед проведением войсковой операции. |
| 2     | 15 янв.  | Ми-8Т н.д.                   | провинция Джаузджан                                         | 1/н.д.            | Вертолёты 181-го овп. В войсковой операции по доставке десанта в провинции Джаузджан было задействовано более 20 вертолетов. Забрав десантников в Мазари-Шарифе группа взяла курс к месту высадки, но на маршруте вертолёты попали в сильную облачность. Экипаж капитана Васильева, во время снижения на площадку, зацепил хвостовой балкой каменный откос и опрокинулся. В результате падения вертолета погиб один пассажир в грузовой кабине. Разлетающимися частями несущего винта был поврежден находившийся впереди по курсу вертолёт майора Зайцева, в результате чего он так же опрокинулся на борт и скатился по склону, при этом погиб ст. лейтенант А. А. Сельков находившийся на месте лётчика-штурмана. |
| 3     | 15 янв.  | Ми-8Т н.д.                   | провинция Джаузджан                                         | 1/н.д.            | Вертолёты 181-го овп. В войсковой операции по доставке десанта в провинции Джаузджан было задействовано более 20 вертолетов. Забрав десантников в Мазари-Шарифе группа взяла курс к месту высадки, но на маршруте вертолёты попали в сильную облачность. Экипаж капитана Васильева, во время снижения на площадку, зацепил хвостовой балкой каменный откос и опрокинулся. В результате падения вертолета погиб один пассажир в грузовой кабине. Разлетающимися частями несущего винта был поврежден находившийся впереди по курсу вертолёт майора Зайцева, в результате чего он так же опрокинулся на борт и скатился по склону, при этом погиб ст. лейтенант А. А. Сельков находившийся на месте лётчика-штурмана. |
| 4     | 19 янв.  | Ми-8Т н.д.                   | 15 км севернее Хоста                                        | н.д./н.д.         | Вертолёт 377-го овп ВВС ДРА. Машина попала под обстрел из ДШК и был убит командир майор В. Н. Андреев. Лётчик-штурман афганец Абдул Вахед не успел взять на себя управление и вертолёт столкнулся с землёй. В живых остался только техник, которого при ударе выбросило через остекление кабины. В числе погибших — военный советник генерал-лейтенант П. И. Шкидченко. |
| 5     | 24 янв.  | Ми-8Т н.д.                   | 25 км южнее Кундуза                                         | 4/4               | Вертолёт 146-го ово ВВС ДРА. При полёте в сложных метеоусловиях в гористой местности вертолёт столкнулся с одной из вершин при пересечении перевала. |
| 6     | 5 февр.  | Ми-8 н.д.                    | вблизи Нанабада                                             | 0/н.д.            | Вертолёт пограничных войск СССР. При выполнении наземной операции «Долина-82» пара Ми-8 осуществляла воздушное прикрытие. На высоте 300 м одна из машин получила повреждение из стрелкового оружия, в результате чего произошёл отказ одного двигателя. Вертолёт под управлением майора В. Ф. Краснова и капитана А. В. Пьяных пошёл на вынужденную посадку и, в результате грубого приземления, произошла поломка шасси и хвостового винта. Экипаж был эвакуирован, вертолёт, как не подлежащий восстановлению, уничтожен. |
| 7     | 8 февр.  | Ми-8 н.д.                    | Московская область, аэропорт Жуковский                      | 2/2               | Жёсткая посадка при испытаниях на режиме авторотации, от удара взорвались топливные баки, лётчик-испытатель В. Е. Туровец погиб на месте, а Н. А. Бессонов скончался спустя 6 дней 14 февраля. |
| 8     | 10 марта | Ми-8Т н.д.                   | провинция Фариаб                                            | 3+1/3             | Вертолёт 181-го осап. Подбит из ДШК, загорелся и упал на землю. Погибли все члены экипажа, при эвакуации тел был убит рядовой из спецназа 177 ооСпН. |
| 9     | 2 апр.   | Ми-8 СССР-25655              | Горьковская область, Семёновский район, близ Сухобезводного | 0/4               | Экипаж в нарушении наставления по производству полётов совершил вылет в неблагоприятных метеоусловиях (снег, ограниченная видимость). В полёте на высоте 400 м произошло выключение правого двигателя, затем — левого. Экипаж в режиме авторотации произвёл вынужденную посадку на редколесье. Вертолёт получил значительные повреждения силовых элементов конструкции. Экипаж не пострадал. Возможная причина происшествия — попадание снега в двигатели. |
| 10    | 5 апр.   | Ми-8Т н.д.                   | н.д.                                                        | 0/н.д.            | При выполнении массированной (было задействовано 79 вертолётов и 38 самолётов) аэромобильной операции «Юг» по уничтожению базы моджахедов в афганской провинции Нимроз, в результате череды непредвиденных ошибок, эскадрилья вертолётов высадила десант на 12 км вглубь Ирана, где была на земле атакована истребителями F-4 ВВС Ирана. В результате были повреждены две машины, которые пришлось уничтожить. После дозаправки ночью 6 апреля (около 3 часов) при взлёте ещё один Ми-8 из-за спешки упал на левый бок и только благодаря вовремя сброшенному бортмехаником кормовому люку, экипаж и десант спаслись.                                                                                               |
| 11    | 5 апр.   | Ми-8Т н.д.                   | н.д.                                                        | 0/н.д.            | При выполнении массированной (было задействовано 79 вертолётов и 38 самолётов) аэромобильной операции «Юг» по уничтожению базы моджахедов в афганской провинции Нимроз, в результате череды непредвиденных ошибок, эскадрилья вертолётов высадила десант на 12 км вглубь Ирана, где была на земле атакована истребителями F-4 ВВС Ирана. В результате были повреждены две машины, которые пришлось уничтожить. После дозаправки ночью 6 апреля (около 3 часов) при взлёте ещё один Ми-8 из-за спешки упал на левый бок и только благодаря вовремя сброшенному бортмехаником кормовому люку, экипаж и десант спаслись.                                                                                               |
| 12    | 6 апр.   | Ми-8Т н.д.                   | н.д.                                                        | 0/н.д.            | При выполнении массированной (было задействовано 79 вертолётов и 38 самолётов) аэромобильной операции «Юг» по уничтожению базы моджахедов в афганской провинции Нимроз, в результате череды непредвиденных ошибок, эскадрилья вертолётов высадила десант на 12 км вглубь Ирана, где была на земле атакована истребителями F-4 ВВС Ирана. В результате были повреждены две машины, которые пришлось уничтожить. После дозаправки ночью 6 апреля (около 3 часов) при взлёте ещё один Ми-8 из-за спешки упал на левый бок и только благодаря вовремя сброшенному бортмехаником кормовому люку, экипаж и десант спаслись.                                                                                               |
| 13    | 15 апр.  | Ми-8Т н.д.                   | Гардез                                                      | 0/н.д.            | Пара вертолётов 335-го обвп выполняла эвакуацию раненых из Гардеза. При заходе на посадку противник обстрелял машину ведущего, в результате чего капитан Александров получил ранение в руку и при выполнении посадки потерпел аварию, завалив вертолёт на бок. Ведомый пришёл на помощь и подобрал экипаж подбитого вертолёта, но на взлёте сам подвергся обстрелу, в результате чего был смертельно ранен командир вертолёта ст. лейтенанта С. А. Минин. Управление успел перехватить лётчик-штурман, он и привел вертолёт на базу. |
| 14    | 28 апр.  | Ми-8 СССР-25561              | Алтайский край, Горно-Алтайская АО, Кош-Агачский район      | 1/17              | При взлёте под воздействием бокового ветра начался неконтролируемый разворот вертолёта, который экипаж не только не смог парировать, но и усугубил развитие аварийной ситуации неправильными решениями при пилотировании. В результате чего машина столкнулась с землёй, частично разрушилась и сгорела. Тяжёлую травму головы получил один из пассажиров, который скончался спустя несколько часов в больнице. |
| 15    | 17 мая   | Ми-8Т н.д.                   | Панджшерское ущелье                                         | н.д./н.д.         | При выполнении массированной десантной операции (было задействовано более 50 вертолётов и самолёты ВВС ДРА) в Панджшерском ущелье выстрелами из ЗГУ были сбиты два вертолёта 50-го осап. Всего в двух машинах погибли около 12 человек. |
| 16    | 17 мая   | Ми-8Т н.д.                   | Панджшерское ущелье                                         | н.д./н.д.         | При выполнении массированной десантной операции (было задействовано более 50 вертолётов и самолёты ВВС ДРА) в Панджшерском ущелье выстрелами из ЗГУ были сбиты два вертолёта 50-го осап. Всего в двух машинах погибли около 12 человек. |
| 17    | 13 июня  | Ми-8Т 10                     | провинция Гильменд                                          | 3/3               | Вертолёт 280-го овп. При выполнении боевого задания был подбит огнём с земли и, загоревшись в воздухе, взорвался и упал в реку Гильменд. Экипаж погиб. |
| 18    | 24 июня  | Ми-8 СССР-22211              | Свердловская область, 30 км от Сосьвы                       | 0/12              | Из-за конструктивного несовершенства произошло разрушение опоры левого двигателя и падение мощности. Экипаж принял решение произвести вынужденную посадку на площадку у радиорелейной станции в 30 км от Сосьвы. Не долетев до площадки 110 м, вертолёт приземлился на пересечённую местность, опрокинулся на бок, разрушился и сгорел. Экипаж и пассажиры получили травмы различной степени тяжести. |
| 19    | 29 июня  | Ми-8Т 10432                  | Сценткиралицабадья                                          | 3+0/3             | Вертолёт ВВС Венгерской Народной Республики во время ночного тренировочного полёта столкнулся в воздухе с Ми-8Т (Рег. № 10429), упал на землю и сгорел. 10429 благополучно совершил вынужденную посадку и позднее был восстановлен. |
| 20    | 2 июля   | Ми-8Т н.д.                   | провинция Иньямбане, близ Маботе                            | 20/20             | Вертолёт ВВС Мозамбика упал и сгорел во время операции против антиправительственных сил РЕНАМО. Основная версия — сбит огнём с земли, причём РЕНАМО заявили о том, что они подбили машину, а советский военный советник в Мозамбике М. Чмыхов утверждает, что борт сбит по ошибке своими же силами, при помощи ПЗРК «Стрела-2». |
| 21    | 10 июля  | Ми-8 н.д.                    | провинция Тахар                                             | 4/н.д.            | Вертолёт 23-й опограэ погранвойск. Потерпел катастрофу в районе Чахи-Аб. |
| 22    | 19 авг.  | Ми-8 СССР-25366              | Кемеровская область, около Спасска                          | 1/4               | Ошибка экипажа при перевозке груза на внешней подвеске. |
| 23    | 20 сент. | Ми-8Т н.д.                   | 12 км западнее Герата                                       | 4/н.д.            | Вертолёт 302-й овэ. Выполнял задание по уничтожению опорного пункта моджахедов, на выходе из атаки вертолёт зацепил каменистый отвал, опрокинулся и загорелся. |
| 24    | 21 сент. | Ми-8 СССР-22662              | Эвенкийский АО, близ Таимбы                                 | 0/н.д.            | По просьбе заказчика экипаж произвёл сброс груза с воздуха, не имея допуска к данному виду работ. При полёте с малой поступательной скоростью и попутно-боковым ветром на недопустимо малой высоте вертолёт столкнулся с деревьями, упал на лес и разрушился. Экипаж и пассажиры получили травмы различной степени тяжести. |
| 25    | 23 сент. | Ми-8МТ н.д.                  | Панджшерское ущелье                                         | 1/3               | Вертолёт 262-й овэ. Сел перегруженным на необлётанную площадку, завалился с неё и загоревшись, упал ниже по склону. Командир и борттехник успели покинуть горящий вертолёт, а лётчик-штурман лейтенант А. Панков погиб. |
| 26    | 29 сент. | Ми-8 СССР-25957              | Якутская АССР, 310 км южнее аэропорта Олёкминска            | 2/н.д.            | Отказ двигателей из-за попадания в них большого количества снега при прохождении машиной зоны с неблагоприятными погодными условиями. Вертолёт произвёл вынужденную посадку на лес, погибли КВС и пассажир. |
| 27    | 12 окт.  | Ми-8МТ н.д.                  | Панджшерское ущелье                                         | 1/н.д.            | Вертолёт 50-го осап вылетел к месту падения Ми-24, сбитого за несколькими днями ранее. Попал под огонь ДШК, были поражены топливные баки, на борту возник пожар. Сразу после экстренной посадки экипаж стал покидать горевший вертолёт, но в результате взрыва топливных баков получил смертельные ожоги покидавший грузовую кабину последним заместитель начальника управления ВВС 40-й Армии полковник А. Бурков. |
| 28    | 13 окт.  | Ми-8 СССР-25971              | Туркменская ССР, Марыйская область, близ Хауз-Хана          | 13/13             | Катастрофа произошла в полёте на высоте 600 м когда несущим винтом была обрублена хвостовая балка. Из-за полного разрушения вертолёта установить истинную причину происшествия не удалось. Возможно, отказ систем управления или непреднамеренное перемещение пилотом рычагов управления при внезапном появлении постороннего предмета (птицы) перед вертолётом. |
| 29    | 28 окт.  | Ми-8 СССР-25229              | ХМАО, близ Нягани                                           | 0/5               | Во время полёта из-за разрушения генератора переменного тока произошло возгорание в редукторном отсеке. Применением бортовой системы пожаротушения ликвидировать пожар не удалось. Экипаж перевёл вертолёт в экстренное снижение и произвёл вынужденную посадку. Экипаж и пассажиры покинули машину, которая полностью сгорела. |
| 30    | 30 окт.  | Ми-8Т н.д.                   | Джавайское ущелье                                           | 3/3               | Вертолёт 10-го оап погранвойск. Экипаж (майор В. Лазарев, лейтенант С. Белкин и ст. прапорщик Л. Полушкин) доставлял боеприпасы пограничному подразделению, блокировавшему в горах опорный пункт душманов. По одним данным был сбит из ДШК, по другим — попал в сильный нисходящий поток воздуха, и, из-за смещения назад груза и нарушения центровки вертолёта, машина оказалась ниже посадочной площадки, задела несущим винтом за скалу, ударилась о землю и взорвалась. |
| 31    | 14 нояб. | Ми-8 СССР-22595              | Чукотский АО, верховья реки Канычан                         | 1/13              | Во время взлёта в условиях плохой видимости экипаж потерял ориентацию и задел лопастями несущего винта склон горы, погиб КВС. |
| 32    | 7 дек.   | Ми-8Т СССР-25218             | Грузинская ССР, близ Джвари                                 | 5/5               | Экипаж выполнял перевозку груза на внешней подвеске. В результате обрыва одного из стропов возникла сильная раскачка груза с захлёстом троса на несущий винт, который в результате разрушился. Все находящиеся на борту погибли. |
| 33    | 9 дек.   | Ми-8Т 265                    | Айяпаль, департамент Хинотега                               | 84/92             | Вертолёт ВВС Никарагуа. На борту находились 4 члена экипажа, 78 детей и 10 женщин индейцев из племени мискито. Во время взлёта, машина потеряла управление и упала на левый борт. После падения начался пожар, грузовой отсек с пассажирами оказался заблокированным и в огне погибли 75 детей и 9 женщин, экипаж смог вытащить из огня женщину и 3 ребёнка. Катастрофа произошла из-за усталостного разрушения кардана рулевого винта. Также известно, что за месяц до катастрофы, в ноябре, на этой машине был ремонт из-за повреждения рулевого винта от удара о дерево. |
| 34    | 11 дек.  | Ми-8 СССР-22198              | Чукотский АО, гора Дионисия, близ аэропорта Анадырь         | 10/10             | В сложных метеоусловиях экипаж отклонился от маршрута. Вертолёт столкнулся со склоном горы и разрушился. |
| 35    | 17 дек.  | Ми-8 СССР-22242              | ЯНАО, близ посёлка Тазовский                                | 0/6               | Нарушение экипажем требований РЛЭ. В полёте на высоте 150 м из-за обледенения произошло самопроизвольное выключение правого двигателя. При выполнении вынужденной посадке в сумерках на лёд Тазовской губы машина получила значительные повреждения. Экипаж и 2 пассажира получили травмы различной степени тяжести. |